# 看电影
《看电影》（英語：Movie View）1999年11月改版创刊，是中国影视类期刊杂志之一，被誉为“中国影迷第一刊”。

## 历史
《看电影》前身是电影理论杂志《电影作品》，原刊极具艺术性，但是由于过于小众化，影响力不大。改版转型后，内容上迎合和满足了广大电影爱好者需求，以全球最新影视资讯、电影界优秀工作者的专访、专题影评、绚丽的海报和剧照，为读者打造了一个内容丰富饱满的信息平台，同时也为其提供了一份学习资料。
现有《看电影》正刊和《看电影·午夜场》《环球首映》《香港电影》三本副刊。

## 《看电影》正刊
《看电影》为半月刊，每月5日和20日发行，售价15元人民币（30元港币）。正刊有“审片室”、“天地街66号”、“电影手册”、“鳄鱼说话”和“经典礼拜”等精彩栏目。

## 《看电影》副刊
《看电影》杂志还出版有三本同类刊物。

### 《看电影·午夜场》
是《看电影》的月末版，每月30日发行，被誉为“《看电影》杂志的导演剪辑版”。
- 2005年1月创刊，有“月度推荐”、“天堂电影院”、“拉片室”和“捕梦者”等精彩板块。
- 2018年起停刊，2017年12月30日发行最后一期。[1]

### 《环球首映》
是《看电影》的另一本副刊，以介绍电影专题为主。每月1日发行，售价20元人民币（35元港币）。

### 《香港电影》
是《看电影》在香港地区发行的电影杂志，主要介绍香港电影动态和发展。每两月一刊，售价30元港币。